# Dianthus hypanicus
Dianthus hypanicus är en nejlikväxtart som beskrevs av Antoni Lukianovich Andrzejowski. Dianthus hypanicus ingår i släktet nejlikor, och familjen nejlikväxter. Inga underarter finns listade i Catalogue of Life.

## Bildgalleri

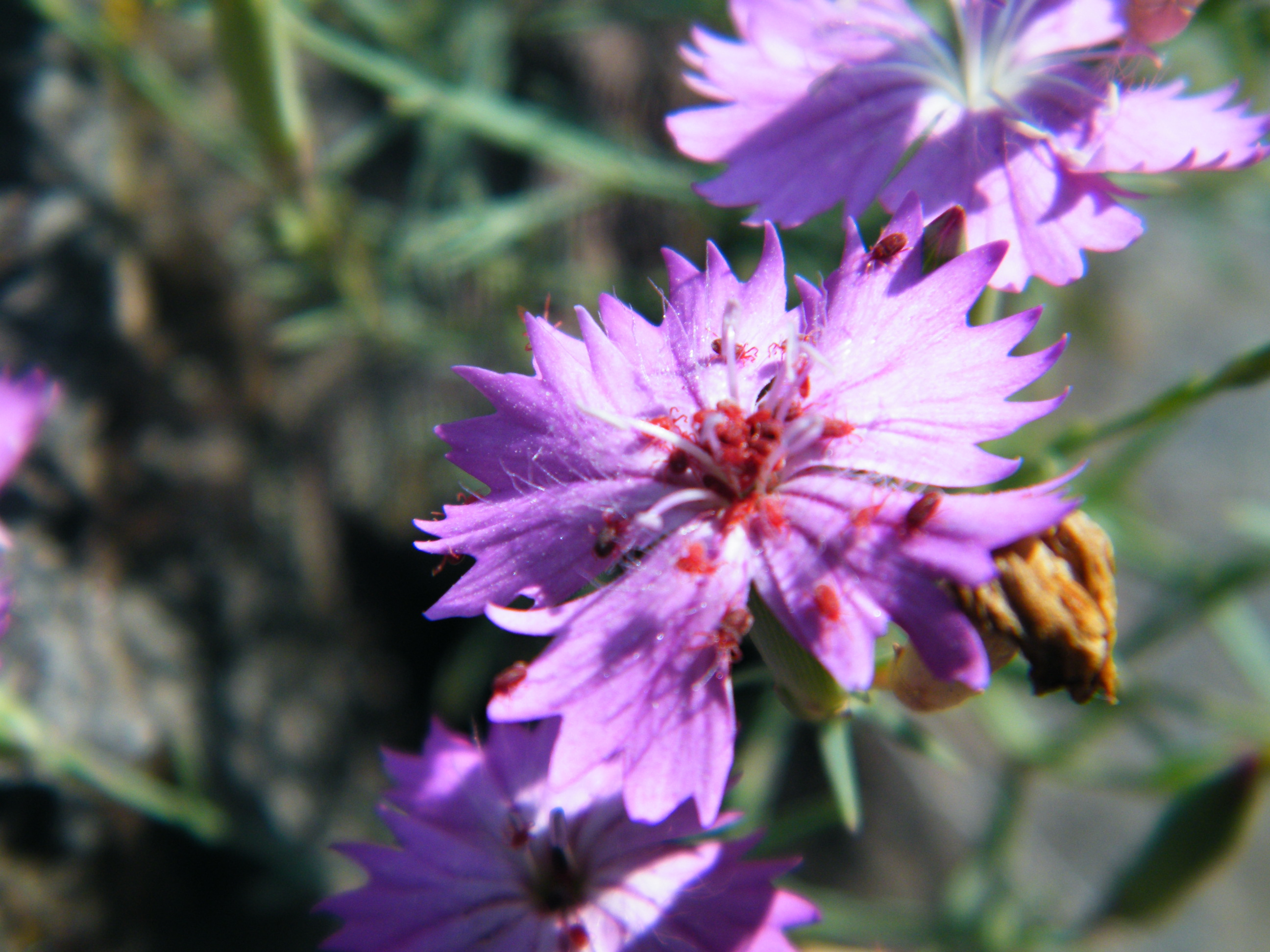
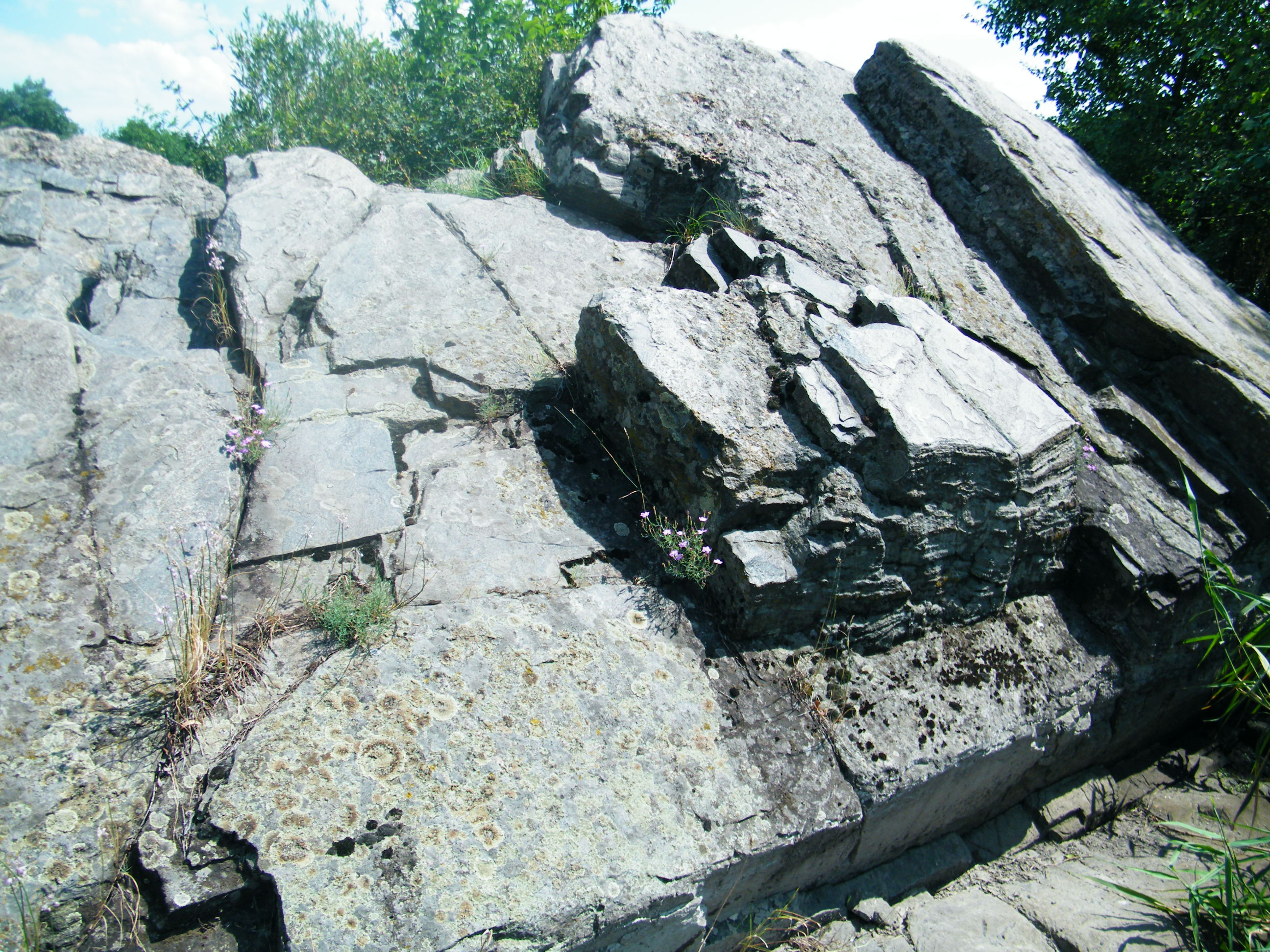
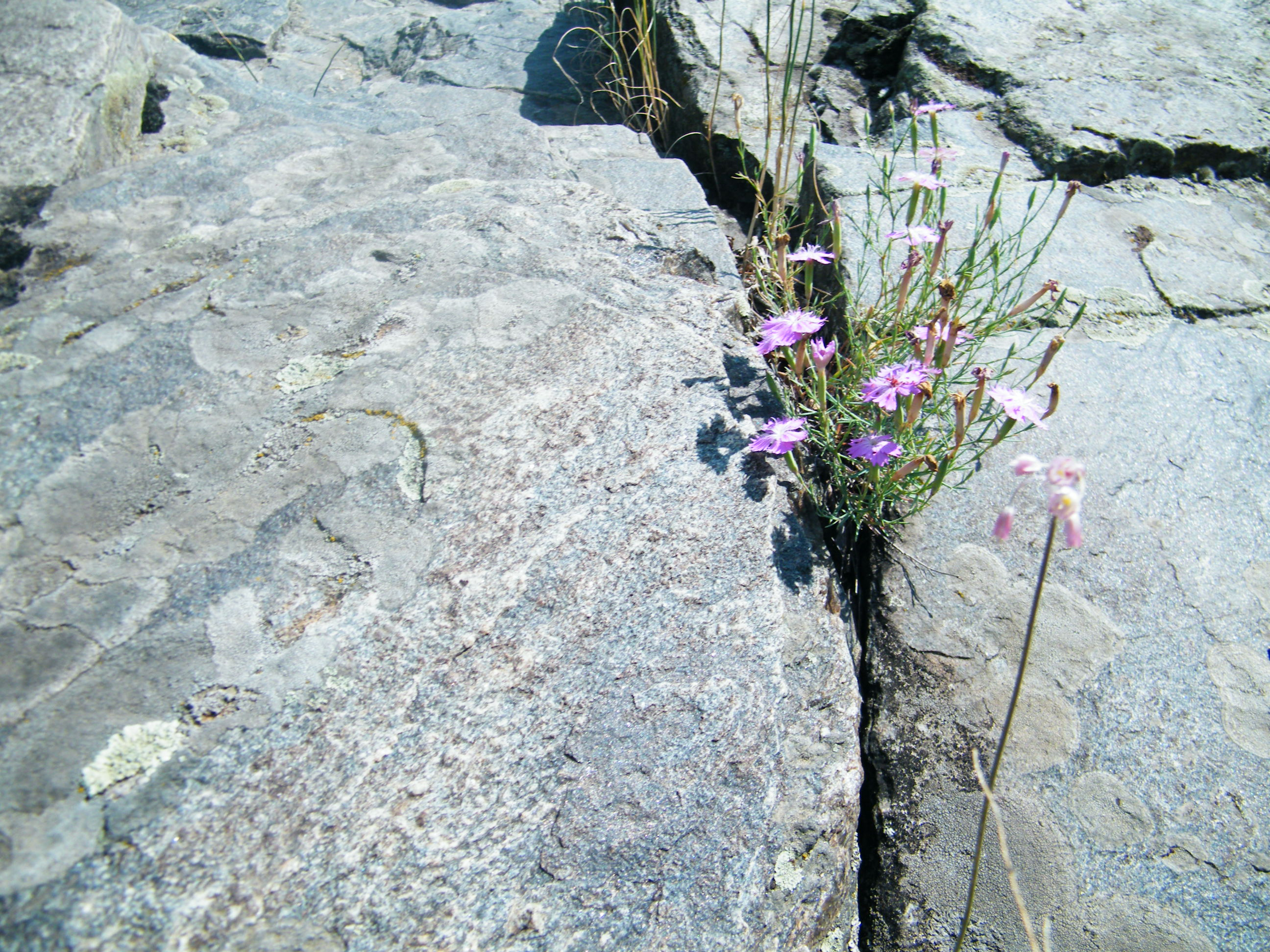
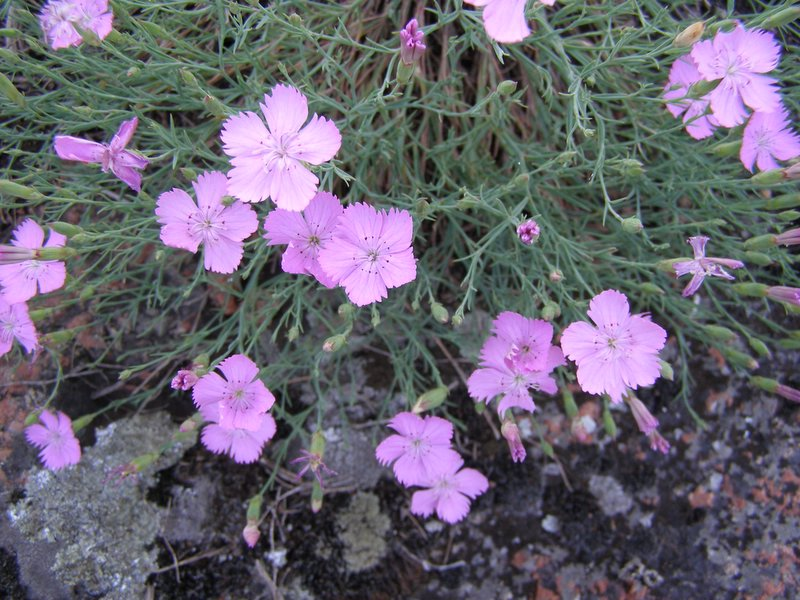
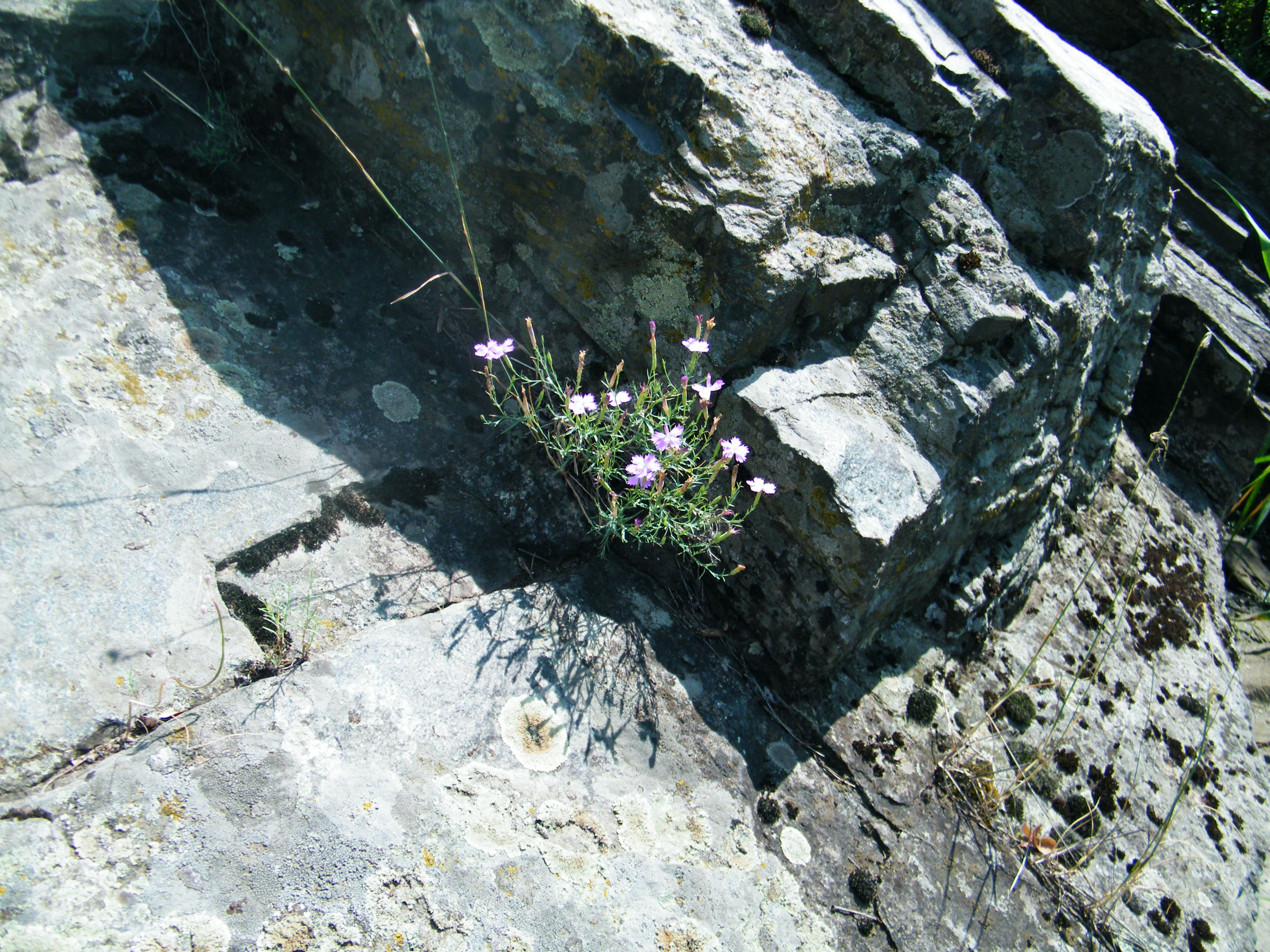